# Giambattista Patarino
Giambattista Patarino (Castellaneta, 5 settembre 1890 – 9 febbraio 1969) è stato un medico e dirigente sportivo italiano; presidente dell'Unione Sportiva Bari dall'estate del 1938 al dicembre del 1940.

## Biografia
Vissuto nella cittadina natale in Provincia di Taranto fino alla partenza per gli studi universitari, si laureò in Medicina all'Università di Napoli nel 1914 e appena finita la scuola allievi ufficiali medici di Firenze, fu inviato al fronte italo-austriaco alla direzione di un ospedale da campo allestito per la guerra in atto; in tale ruolo fu promosso capitano e decorato di medaglia di bronzo al valore militare.
Si sposò a Bari con una ragazza dalla famiglia illustre in città, e vi aprì uno studio medico appena finita la guerra, diventando poi uno dei medici più noti nel capoluogo.  
Uomo appassionato di pittura, musica e Calcio (fu egli stesso pittore e pianista), fu per molti anni medico del teatro Petruzzelli durante la stagione lirica, collezionista di dipinti e nei primi anni venti finanziatore della famosa banda di Gioia del Colle.

## Dirigente sportivo
Già direttore tecnico del Football Club Liberty negli anni venti, nel febbraio e marzo 1928 collabora alla fusione della stessa società bianco-blu con l’Unione Sportiva Ideale, venendo poi nominato cassiere ed economo della così costituenda Unione Sportiva Bari.
Nell'estate del 1938 è nominato dal fascio di Bari presidente della società biancorossa, in sostituzione del dimissionario Peppino Abbruzzese. Con la squadra in Serie A da tre stagioni, Patarino mantiene l'assetto gestionale degli anni precedenti, ottenendo ricavi soprattutto dalla vendita di giovani calciatori, come Francesco Capocasale, Giorgio Dentuti,
Luigi Caldarulo e Riza Lushta. Durante la sua presidenza milita nel Bari, fra gli altri, Cesare Grossi, è promosso in prima squadra Tommaso Maestrelli e acquistato Alessandro Carlini. Nella stagione 1939-1940, dopo aver nominato direttore sportivo del Bari Raffaele Costantino, calciatore barese appena ritirato, si dimette da presidente, ma il fascio barese lo mantiene alla guida del club come commissario straordinario. Durante le prime settimane del campionato 1940-1941, in un comunicato pubblicato dalla Gazzetta del Mezzogiorno lamenta il comportamento di molti cittadini baresi che assistono alle gare di casa senza pagare il biglietto (approfittando questi dell'incompletezza delle tribune dello stadio per introdurvisi di nascosto); i mancati incassi conseguenti costringono la sua dirigenza a vendere diversi atleti considerati capisaldi della formazione biancorossa, spendendo poco per i nuovi acquisti. Rientra fra gli acquisti dell'estate 1940 il giovane portiere Leonardo Costagliola dalla Serie C.
Il 1º dicembre 1940, fra 8ª e 9ª giornata di campionato, rassegna le dimissioni da commissario rinunciando a un credito personale con il club di 350.000 lire, di cui ne fa registrare nei libri contabili circa 1/5.
Il Bari, messo dapprima per alcune settimane nelle mani del successivo commissario straordinario Angelo Albanese e poi del nuovo presidente Pasquale Ranieri, chiuderà il campionato con la retrocessione all'ultimo posto in classifica.

## Onorificenze
Medaglia di bronzo
al valor militare -  Fronte italo-austriaco, prima guerra mondiale.